# Спас Бухалов
Спас Бухалов е бивш български състезател по овчарски скок. С постижението си от 5,82 метра, поставено в София на 2 юни 2007 година, държи националния рекорд на България.
През 2001 година става шампион на Балканския полуостров, а през 2007 финишира шести на европейското първенство в зала. Участва на олимпийските игри в Атина през 2004 година и в Пекин през 2008 година, както и на световните първенства през 2003 и 2007 година, но не се класира за финал.
През 2012 година на Балканските игри се класира на второ място.

## Успехи
- 5 пъти национален шампион
- 3 пъти балкански шампион
- 2 пъти балкански шампион в зала
- 2 пъти в топ 8 на европейско първенство в зала